# أماغي بريليانت بارك
أماغي بريليانت بارك (باليابانية: 甘城ブリリアントパーク، بالروماجي: Amagi Buririanto Pāku) هي سلسلة رواية خفيفة من تأليف شوجي كاتو، ورسوم يوكا ناكاجيما، صدرت في 20 فبراير عام 2013 وتكونت من 8 مجلدات، وتم تجميعها في مجلدين تانكوبون ، تم إصداره في 7 يونيو و 8 أكتوبر عام 2014. أنتجت إلى أنمي تلفزيوني بواسطة استوديو كيوتو أنيميشن، عرض في 6 أكتوبر عام 2014 حتى 25 ديسمبر عام 2014 وتكون من 13 حلقة.

## القصة
تدور أحداث القصة عن (سيا كاني) هو فتى جيد المظهر ومثالي أجبره شخص غامض يدعى إيسوزو سينتو على زيارة منتزه اسمه (أماغي بريليانت بارك)، الذي يعاني من مشكلة مالية خطيرة وهو على وشك الإغلاق إلى الأبد. يسكن هذا المنتزه في الواقع لاجئين من عالم سحري يدعى (مابل لاند) والمنتزه عبارة عن منشأة لحصاد الطاقة السحرية من الزوار أثناء استمتاعهم في المنتزه. على هذا النحو، فإن الحديقة هي الطريقة الوحيدة التي يمكن للاجئين من خلالها الحفاظ على وجودهم في العالم البشر. لإنقاذ الحديقة من الإغلاق، يتم تعيين سيا من قبل المالك المنتزه، أميرة (مابل لاند)، ليصبح مدير المنتزه الجديد ويستخدم مهاراته في الترفيه لإنقاذه.

## الشخصيات

### الشخصيات الرئيسية
سيا كاني (باليابانية: 可児江 西也، بالروماجي: Kanie Seiya)
مؤدي الصوت: كوكي أوتشياما 
إيسوزو سينتو (باليابانية: 千斗 いすず، بالروماجي: Sento Isuzu)
مؤدية الصوت: أي كاكوما 
راتيفا فورورانزا (باليابانية: ラティファ・フルーランザ، بالروماجي: Ratifa Furūranza)
مؤدية الصوت: يوكيو فوجي 

### شخصيات أخرى
موفورو (باليابانية: モッフル، بالروماجي: Moffuru)
مؤدية الصوت: أياكو كاواسومي
ماكارون (باليابانية: マカロン، بالروماجي: Makaron)
مؤدية الصوت: ريوكو شيرايشي
تيرامي (باليابانية: ティラミー، بالروماجي: Tiramī)
مؤدية الصوت: آي نوناكا
وانيبي (باليابانية: ワニピー، بالروماجي: Wanipī)
مؤدي الصوت: تاكوما تيراشيما
دورونيرو (باليابانية: ドルネル، بالروماجي: Doruneru)
مؤدي الصوت: ساتوشي هينو
جو (باليابانية: ジョー، بالروماجي: Jō)
مؤدي الصوت: شينيتشيرو ميكي
ميوسو (باليابانية: ミュース، بالروماجي: Myūsu)
مؤدية الصوت: يوكا أيساكا
شيروفي (باليابانية: シルフィー، بالروماجي: Shirufī)
مؤدية الصوت: تومويو كوروساوا
كوبوري (باليابانية: コボリー، بالروماجي: Koborī)
مؤدية الصوت: شيوري ميكامي 
ساراما (باليابانية: サーラマ، بالروماجي: Sārama)
مؤدية الصوت: مينامي تسودا
توريكين (باليابانية: トリケン، بالروماجي: Toriken)
مؤدي الصوت: جون فوكوياما
آشي (باليابانية: アーシェ، بالروماجي: Āshe)
مؤدية الصوت: شيوري ميكامي
رينتشي (باليابانية: レンチ Rench)
مؤدي الصوت: تيتسو إينادا
أوكورو (باليابانية: オークロ، بالروماجي: Ōkuro)
مؤدي الصوت: شينيو تاكاهاشي
نيكو (باليابانية: ニック، بالروماجي: Nikku)
مؤدي الصوت: سييتشيرو ياماشيتا
غينجورو (باليابانية: ゲンジュウロウ، بالروماجي: Genjūrō)
مؤدي الصوت: جون فوكوياما
روبورومو التنين الأحمر (باليابانية: 赤龍ルブルム، بالروماجي: Sekiryū Ruburumu)
مؤدي الصوت: جوجي ناكاتا
تارامو (باليابانية: タラモ، بالروماجي: Taramo)
مؤدي الصوت: نوبويوكي هياما
إيكو آداتشي (باليابانية: 安達 映子، بالروماجي: Adachi Eiko)
مؤدية الصوت: هيرومي إغاراشي
بينو باندو (باليابانية: 伴藤 美衣乃، بالروماجي: Bandō Biino)
مؤدية الصوت: ناتسومي تاكاموري
شينا تشوجو (باليابانية: 中城 椎菜، بالروماجي: Chūjō Shiina)
مؤدية الصوت: هاروكا تشيسوغا
تيتسوهيغي (باليابانية: 鉄ひげ)
مؤدي الصوت: ماساهيكو تاناكا
تاكايا كوريسو (باليابانية: 栗栖 隆也، بالروماجي: Kurisu Takaya)
مؤدي الصوت: جونيتشي سوابي
آيسو كيوبو (باليابانية: 久武 藍珠، بالروماجي: Kyūbu Aisu)
مؤدية الصوت: يوكو كايدا
تاكامي (باليابانية: タカミ، بالروماجي: Takami)
مؤدية الصوت: ساكورا ناكامورا
موتسومي تيرانو (باليابانية: 寺野 睦美، بالروماجي: Terano Mutsumi)
مؤدي الصوت: ميكاكو إيزاوا
كاناي تسوتشيدا (باليابانية: 土田 香苗، بالروماجي: Tsuchida Kanae)
مؤدية الصوت: موي أوتومو
كيمورا (باليابانية: 木村، بالروماجي: Kimura)
مؤدي الصوت: دايسكي ساكاغوتشي

## وصلات خارجية
- الموقع الرسمي (باليابانية)
- أماغي بريليانت بارك عند تي بي أس (باليابانية)